# Philippe-Louis Joly
Pour les articles homonymes, voir Joly.
Philippe-Louis Joly, né à Dijon en 1712 où il est mort le 27 août 1782, est un philologue français.

## Biographie
Religieux, chanoine de la chapelle-au-Riche à Dijon, on lui doit des ouvrages d'érudition sur la poésie. Il a édité en 1745 les Poésies de Bernard de La Monnoye ainsi que la Bibliothèque de Bourgogne de Philibert Papillon (1745) et les Mémoires historiques, critiques et littéraires de François Bruys. 

## Œuvres
- 1748 : Remarques critiques sur le Dictionnaire de Bayle, 2 vol
- 1751 : Traité de la versification et des ouvrages en vers